# Fred DeLuca
Frederick Adrian "Fred" DeLuca (3 de octubre de 1947-14 de septiembre de 2015) fue un empresario y multimillonario norteamericano cofundador de la cadena de restaurantes de comida rápida Subway, especializada en bocadillos y sándwiches.
En 1965, para poder conseguir dinero con el que financiar sus estudios universitarios, abrió su primera tienda de bocadillos en  Bridgeport, Connecticut, denominada Pete´s Super Submanirnes y que constituiría el germen de su cadena de comida rápida. Para abrir esta tienda tuvo el apoyo financiero de un amigo de su familia, Peter Buck, que le prestó $1.000 y que se convertiría en socio fundador de Subway. Ninguno de sus primeras dos tiendas tuvo gran éxito, pero no cejó en su idea de negocio y siguió ampliándolo hasta llegar a 30 tiendas. En 1974, se decidió por el modelo de franquicias para acelerar el nivel de aperturas que tenía en mente. Después de alcanzar el éxito de su negocio, DeLuca cumplió su sueño de ir a la Universidad, graduándose en la Universidad de Bridgeport.
Subway, la empresa que fundó, se ha convertido en una gran empresa, que hasta septiembre de 2015 cuenta con 44.280 restaurantes en 110 países.